# ITF Jackson
Das ITF Jackson (offiziell: St. Dominic USTA Pro Circuit Women’s $25,000) ist ein Tennisturnier des ITF Women’s Circuit, das in Jackson ausgetragen wird.

## Siegerliste

### Einzel
| Jahr                   | Siegerin            | Finalgegnerin           | Ergebnis       |
| ---------------------- | ------------------- | ----------------------- | -------------- |
| ↓ Kategorie: $25.000 ↓ |                     |                         |                |
| 1999                   | Daniela Hantuchová  | Milagros Sequera        | 6:2, 6:1       |
| 2000                   | Jessica Steck       | Dawn Buth               | 6:1, 7:69      |
| 2001                   | Irina Seljutina     | Gabriela Volekova       | 6:1, 6:4       |
| 2002                   | Gisela Dulko        | Evelyn Fauth            | 5:7, 6:1, 6:3  |
| 2003                   | Peng Shuai          | Tina Schiechtl          | 6:2, 6:4       |
| 2004                   | Jewgenija Linezkaja | Alissa Kleibanowa       | 4:6, 6:2, 6:4  |
| 2005                   | Varvara Lepchenko   | Ahsha Rolle             | 6:3, 6:2       |
| 2006                   | Wassilissa Bardina  | Stéphanie Dubois        | 4:6, 6:2, 6:0  |
| 2007                   | Wolha Hawarzowa     | Melissa Torres Sandoval | 6:1, 6:1       |
| 2008                   | Soledad Esperón     | Tetiana Luzhanska       | 6:73, 6:2, 6:1 |
| 2009                   | Juliana Fedak       | Laura Siegemund         | 6:2, 6:1       |
| 2010                   | Mirjana Lučić       | Jamie Hampton           | 7:5, 6:3       |
| 2011                   | Marina Eraković     | Ajla Tomljanović        | 6:1, 6:2       |
| 2012                   | Heidi El Tabakh     | Jelena Bowina           | 6:0, 6:4       |
| 2013                   | Laura Siegemund     | Florencia Molinero      | 6:4, 6:0       |
| 2014                   | Ulrikke Eikeri      | Anhelina Kalinina       | 6:2, 6:4       |
| 2015                   | Anhelina Kalinina   | Johanna Konta           | 6:3, 6:4       |
| 2016                   | Grace Min           | Paula Badosa Gibert     | 1:6, 6:2, 6:4  |
| 2017                   | Barbara Haas        | Sophie Chang            | 6:4, 6:73, 6:4 |
| 2018                   | Anhelina Kalinina   | Gaia Sanesi             | 6:0, 6:1       |
| 2019                   | Katarzyna Kawa      | Ann Li                  | 6:3, 6:2       |

### Doppel
| Jahr                   | Siegerinnen                              | Finalgegnerinnen                                  | Ergebnis          |
| ---------------------- | ---------------------------------------- | ------------------------------------------------- | ----------------- |
| ↓ Kategorie: $25.000 ↓ |                                          |                                                   |                   |
| 1999                   | Lindsay Lee Julie Steven                 | Renata Kolbovic Tracy Singian                     | 4:6, 7:5, 6:2     |
| 2000                   | Joana Cortez Miriam D’Agostini           | Karin Miller Jessica Steck                        | 6:4, 5:7, 6:1     |
| 2001                   | Amanda Augustus Irina Seljutina          | Zuzana Lešenarová Nicole Melch                    | 6:3, 6:3          |
| 2002                   | Lisa McShea Christina Wheeler            | Gisela Dulko Milagros Sequera                     | 6:2, 6:4          |
| 2003                   | Teryn Ashley Abigail Spears              | Lisa McShea Christina Wheeler                     | 6:1, 6:3          |
| 2004                   | Stéphanie Dubois Alissa Kleibanowa       | Cory-Ann Avants Kristen Schlukebir                | 6:2, 6:3          |
| 2005                   | Anastassija Rodionowa Kristen Schlukebir | Ahsha Rolle Milagros Sequera                      | 6:1, 3:6, 6:2     |
| 2006                   | Marija Kondratjewa Sophie Lefèvre        | Seiko Okamoto Ayami Takas                         | 6:0, 6:3          |
| 2007                   | Eva Hrdinová Michaela Paštiková          | Junri Namigata Yurika Sema                        | 7:65, 7:63        |
| 2008                   | Soledad Esperón María Irigoyen           | Christina Fusano Michaela Paštiková               | 1:6, 6:3, [10:6]  |
| 2009                   | Monique Adamczak Arina Rodionowa         | Laura Granville Riza Zalameda                     | 6:3, 6:4          |
| 2010                   | Maria-Fernanda Alves Ana-Clara Duarte    | María Irigoyen Florencia Molinero                 | 6:4, 3:6, [10:5]  |
| 2011                   | Sharon Fichman Marie-Ève Pelletier       | Eva Hrdinová Nathalie Piquion                     | 7:61, 7:63        |
| 2012                   | Jelena Bowina Tereza Mrdeža              | Mailen Auroux María Irigoyen                      | 6:3, 6:3          |
| 2013                   | Ilona Kremen Angelique van der Meet      | María Fernanda Álvarez Terán Verónica Cepede Royg | 6:3, 6:4          |
| 2014                   | Chanel Simmonds Maša Zec Peškirič        | Erika Sema Yurika Sema                            | 6:75, 6:3, [10:5] |
| 2015                   | Alexa Guarachi Caitlin Whoriskey         | Kateřina Kramperová Jessica Moore                 | 6:74, 6:3, [11:9] |
| 2016                   | Sharon Fichman Jarmila Wolfe             | Yuki Kristina Chiang Lauren Herring               | 6:2, 6:3          |
| 2017                   | Alla Kudrjawzewa Anna Zaja               | Alexa Guarachi Ronit Yurovsky                     | 6:2, 6:0          |
| 2018                   | Sanaz Marand Whitney Osuigwe             | Gaia Sanesi Chanel Simmonds                       | 6:1, 6:3          |
| 2019                   | Katarzyna Kawa Katarzyna Piter           | Hanna Chang Caitlin Whoriskey                     | 7:5, 6:1          |

## Quelle
- ITF Homepage